# ایسلسبرگ اشتروناخ
ایسلسبرگ اشتروناخ (به آلمانی: Iselsberg-Stronach) یک منطقهٔ مسکونی در اتریش است که در لاینس واقع شده‌است. ایسلسبرگ اشتروناخ ۱۷٫۹۶ کیلومتر مربع مساحت دارد ۱٬۱۱۷ متر بالاتر از سطح دریا واقع شده‌است.